# Honorartarif (Versicherungsdienstleistungen)
Dieser Artikel wurde aufgrund inhaltlicher und/oder formaler Mängel auf der Qualitätssicherungsseite des Portals Wirtschaft eingetragen. 
Du kannst helfen, indem du die dort genannten Mängel beseitigst oder dich an der Diskussion beteiligst.
Honorartarife sind spezielle Produkte der Versicherungsdienstleistung, eine radikalere Variante der Nettopolice. Die Verwendung in Nettopolicen unterliegt sehr strengen Produktkriterien.

## Kriterien
Die Anforderungen werden laut dem Verbund Deutscher Honorarberater GmbH (VDH) „komplett ohne Provisionen (Alpha-Kosten), mit reduzierten Verwaltungskosten (Beta-Kosten), sowie ohne freies Bestimmungsrecht über die Höhe der Courtage (sog. Nettotarife) kalkuliert“. In die Honorartarife sind keine Gebühren eingerechnet (Provisionen für die Vermittlung, Beratung oder Betreuung), diese müssen daher im Rahmen eines separaten Honorars von Kunden an den Berater bezahlt werden.

## Abgrenzung zu Nettotarifen
Eine einheitliche, rechtsverbindliche Definition von Honorartarifen existiert in Deutschland bislang nicht, jedoch gelten die in der Beschreibung des VDH genannten Grundsätze als am Markt etabliert.
Sie dienen der Orientierung zwischen echten Honorartarifen und z. B. nettoisierten Tarifen bzw. Nettotarifen in Nettopolicen. Diese sind nach der Definition des Bundesaufsichtsamtes für das Versicherungswesen (BAV) (jetzt: BaFin) „abschlusskostenfreie Tarife, in die namentlich keine Provision eingerechnet wird“, damit sind aber weitere Abschlusskosten, etwa für die Verwaltung nicht ausgeschlossen. Somit können Nettotarife noch weitere Vergütungsbestandteile in Form von Provisionen (z. B. Kickbacks an Versicherungsgesellschaften oder Provisionen für den betreuenden Service an den Vermittler) enthalten.

## Situation in Deutschland
Während sich Produkte, die komplett frei von Provisionskosten sind (z. B. bei Geldanlagen und zur Altersvorsorge), in anderen Ländern insb. durch gesetzliche Vorgaben, wie z. B. Großbritannien durchgesetzt haben, ist die Auswahl an Anbietern und Tarifen für echte Honorartarife in Deutschland sehr gering.
Nach einer Einschätzung des Instituts für Transparenz gmbH (ITA) wird der Druck auf Vertriebskosten immer größer. Eine Untersuchung „Honorartarife“ 2015 zeigt, dass 20 Versicherer Honorartarife anbieten. Die Mehrheit der Gesellschaften hält sich noch zurück.
„Die Bedeutung der Honorar-Beratung und damit der Honorar-Tarife wird zunehmen. Insbesondere wenn der Gesetzgeber die Honorar-Beratung im Versicherungsbereich neu regelt.“